# 31. lovačka bojna
31. hrvatska (zagrebačka) lovačka bojna/bataljun bila je elitna postrojba austro-ugarske vojske na području XIII. hrvatsko-slavonskog korpusa. Bataljun je osnovan 1859. kao 1. bečki dobrovoljački bataljun, ali je iste godine preimenovan u lovački (Jäger), a mjesto regrutacije je prebačeno u Zagreb.

## Stožer
Godine 1903. stožer je bio u Petrinji, od 1904. do 1909. u Zagrebu, potom do 1913. u Mitrovici, da bi 1914. formalno bio u austrijskom gradu Brück an der Mur.

## Odore
Pripadnici postrojbe nosili su "štuka-sive" tunike sa zlatnim pucetima. Imali su tamnosmeđe kapute. Nosili su sivoplave jahaće hlače, a na glavi su imali šešire s crnim perom i austrijskim carskim orlom u rogu (trubi).

## Ratni put

### Prvi svjetski rat
Dana 15. lipnja 1918. iz 22. gorske brigade prebačena je nakratko u 1. pješačku brigadu, da bi 9. srpnja 1918. bila uvrštena u 2. pješačku brigadu, podređenu 1. pješačkoj diviziji XVIII korpusa. U tu diviziju uvrštena su i dva eskadrona varaždinske 10. husarske domobranske pukovnije. Zajedno s cijelom divizijom i korpusom bojna je prebačena u Bitku za Verdun 21. kolovoza 1918., gdje ostaje do kraja rata. U listopadu je čitava 1. divizija u nekoliko dana izgubila polovicu ljudi.